# Быстрово (Сусанинский район)
Быстрово — деревня в Сусанинском районе Костромской области. Входит в состав Андреевского сельского поселения.

## География
Находится в западной части Костромской области на расстоянии приблизительно 16 км на запад по прямой от районного центра поселка Сусанино.

## История
В 1872 году здесь было учтено 23 двора, в 1907 году здесь отмечено было 37 дворов.

## Население
Постоянное население составляло 141 человек (1872 год), 174 (1897), 225 (1907), 94 в 2002 году (русские 100 %), 63 в 2022.